# Dixmont (Maine)
Dixmont és una població dels Estats Units a l'estat de Maine (EUA). Segons el cens del 2000 tenia 1.065 habitants.

## Demografia
Segons el cens del 2000, Dixmont tenia 1.065 habitants, 411 habitatges, i 314 famílies. La densitat de població era d'11,3 habitants per km².
Dels 411 habitatges en un 33,3% hi vivien nens de menys de 18 anys, en un 63% hi vivien parelles casades, en un 8,3% dones solteres, i en un 23,6% no eren unitats familiars. En el 17,5% dels habitatges hi vivien persones soles el 7,1% de les quals corresponia a persones de 65 anys o més que vivien soles. El nombre mitjà de persones vivint en cada habitatge era de 2,59 i el nombre mitjà de persones que vivien en cada família era de 2,88.
Per edats la població es repartia de la següent manera: un 24,2% tenia menys de 18 anys, un 5,4% entre 18 i 24, un 31,5% entre 25 i 44, un 29% de 45 a 60 i un 9,9% 65 anys o més.
L'edat mediana era de 39 anys. Per cada 100 dones de 18 o més anys hi havia 100,2 homes.
La renda mediana per habitatge era de 33.654 $ i la renda mediana per família de 36.607 $. Els homes tenien una renda mediana de 29.844 $ mentre que les dones 26.000 $. La renda per capita de la població era de 15.826 $. Entorn del 14,1% de les famílies i el 16,1% de la població estaven per davall del llindar de pobresa.

## Fills il·lustres
- Frank Addison Porter (1859-1941) pianista i compositor.